# رادیولاریت
رادیولاریت شامل ردیف چرت‌های قرمز، خاکستری، زرد تا سبز زیتونی و شیل‌های قرمز و سبز رنگ، آهک‌های سیلیسی و توده‌های سنگ‌های بازی و فوق بازی شامل سرپانتین است. این طبقات مربوط به کرتاسه فوقانی اند. رادیولاریت‌ها به صورت یک زون خطی در جوار زون تراست‌ها در کرمانشاه، لرستان، دزفول و فارس دیده می‌شوند.

رادیولاریت‌های زاگرس
رادیولاریت، گردنه حسین‌آباد

رادیولاریتها به دو دسته‌اند: چرت با نوار اکسید آهن، چرت با مواد آلی. از مشخصات چرت با نوار اکسید آهن همراهی با توالی افیولیت (مانند نوار افیولیت رادیولاریتی زاگرس)، همراهی با گل پلاژیک، دارا بودن نوار قرمز تا سبز تیره دارای اکسیدهای Fe 3 و تشکیل شدگی از پوسته رادیولر است.
انسانهای دوران پارینه سنگی از این سنگهای سیلیسی برای ساخت ابزار سنگی استفاده می کردند که شواهد آن در نقاط مختلف زاگرس از جمله در غار دو اشکفت در شمال کرمانشاه یافت شده است. 